# Cryptovalutabeurs
Een cryptovalutabeurs of cryptobeurs is een online marktplaats waar cryptogeld en verschillende andere digitale valuta te verhandelen zijn tegen elkaar of tegen traditioneel fiatgeld. Hier wordt bijvoorbeeld bitcoin tegen Ethereum, Litecoin of Dogecoin verhandeld, of cryptovaluta aangekocht met dollars of euro's. De gemiddelde prijs die door vraag en aanbod op de verschillende beurzen tot stand komt, is de basis voor de koers die door o.a. media wordt gecommuniceerd.
Een cryptobeurs is tot op zekere hoogte vergelijkbaar met een aandelenbeurs, waarbij alleen 'genoteerde' aandelen verhandeld kunnen worden. Een cryptobeurs neemt op dezelfde manier bepaalde cryptomunten in haar aanbod op. Een beurs is niet te verwarren met een cryptobroker, waar beleggers enkel digitale munten kunnen kopen en verkopen in ruil voor traditioneel geld. Brokers kopen op hun beurt cryptomunten in op een beurs, net zoals op een aandelenmarkt. Brokers en beurzen verdienen geld door het innen van commissies over transacties.
Voordat er cryptobeurzen bestonden konden mensen alleen cryptovaluta verhandelen door zelf een verkoper te vinden op online en offline forums. Sinds de groei aan populariteit van cryptogeld in de jaren 10 van de 21e eeuw zijn er honderden cryptobeurzen en cryptobrokers opgericht. Grote cryptobeurzen zijn Binance en Coinbase. Inmiddels hebben meerdere cryptobeurzen faillissement aangevraagd, waaronder Mt. Gox en FTX.
Gedecentraliseerde exchanges zoals Etherdelta, IDEX en HADAX slaan de fondsen van gebruikers niet op de exchange op, maar faciliteren in plaats daarvan peer-to-peer cryptocurrency trading. Gedecentraliseerde exchanges zijn bestand tegen beveiligingsproblemen die andere exchanges treffen, maar hebben last van lage handelsvolumes.
In Nederland mogen alleen cryptoaanbieders zaken doen die een registratie hebben bij De Nederlandsche Bank. Sinds de invoering hiervan kregen ruim 30 bedrijven deze registratie. Bekende Nederlandse beurzen zijn Bitvavo en Coinmerce.